# Tradicionalizmus
A tradicionalizmus kifejezésnek több értelme van. A latin "traditio" hagyományt, szokást jelent. Az Idegen szavak és kifejezések szótára szerinti jelentései 1. hagyomány 2. hagyományos felfogás, szokás 3. vall. a Biblián kívüli, a katolikus egyház által elfogadott hagyomány mint a kinyilatkoztatás egyik formája". Általános értelemben a tradicionalizmus hagyománytiszteletet, -hűséget jelent, a múlt értékeinek kiemelt jelentőséget tulajdonító szemléletmódot.
Történettudományi és etnográfiai értelemben a tradíció azokat a hagyományokat foglalja magában, melyek megelőzik az írásbeliségben lecsapódott szabályokat és követelményeket. Ebben az értelemben szemben áll a népi, eredeti szokásrendszer az előírásokkal, különösen a nem-nyugati kultúrákban, ahol az előírások általában a helyi szokásokat figyelmen kívül hagyó, sőt azokat elnyomó (nyugati) import rendszereket hoztak létre.
A szoros értelemben vett tradicionalizmus René Guénon munkásságához és szemléletéhez kapcsolódik. 20. századi történetét három szakaszra oszthatjuk. Az első a 30-as évektől kezdődik, amikor Guénon kifejleszti a tradicionalista filozófia alapelveit. A második az alapelvek gyakorlati érvényesítése, amelynek két, egymástól igen távol eső terepe az iszlám szufizmus, a másik pedig a fasizmus. A harmadik szakaszban, amely a 60-as évektől kezdődik, a tradicionalista gondolkodás észrevétlenűl szerves részévé válik a nyugati kultúrának, majd ezen keresztül az iszlám és az orosz világnak.

## Vallási tradicionalizmus
A katolikus egyház 19. századi történetében a tradicionalizmus kifejezés sajátos értelmet kapott, ami egy elítélt eretnekséget jelentett. Az elítélt tan szerint a vallási ismereteink kizárólag áthagyományozódásból erednek, azokat észigazságokkal megtámogatni lehetetlen.
Társadalomtörténeti megközelítésben a tradicionalizmus tágabb fogalom, a 19. századi antimodernista tendenciákat jelölik "tradicionalizmusnak", az eredetileg protestáns-fideista színezetű mozgalom megjelölésének általánosabb jelentést adva.
A tradicionalizmus sajátos jelentésre tett szert a II. Vatikáni zsinat folyamán és az annak határozatait követő vitában. A zsinat szemléletét a tradícionalisták (és számosan mások, akik a hagyományok elvesztése miatt aggódtak az egyházban) elutasították, miközben a pápához és az egyház szent hagyományához való töretlen hűségüket hangsúlyozták. A tradícionalisták talán  legismertebb képviselője a megboldogult Marcel Lefebvre érsek és a nyomdokain járó X. Szent Piusz Testvériség.
II. János Pál pápa 1988. július 2-án kelt "Ecclesia Dei" kezdetű határozatával (motu proprio) pápai bizottságot állított fel a jogtalan püspökszentelés és a Piusz Testvériség kivizsgálására és kezelésére.

## További források
- Tradicionalizmus és ezoterika Magyarországon